# ヴィクトリア・マキシウタ
ヴィクトリア・マキシウタ（英語: Victoria Maxiuta ウクライナ語: Вікто́рія Олекса́ндрівна Максю́та, 1981年11月15日 - ）は、ウクライナの女性フィギュアスケート選手。キエフ (現:キーウ)出身。1995-1996年シーズンの世界ジュニア選手権ペアチャンピオン。パートナーはウラジスラフ・ゾフニルスキーとヴィタリー・ドゥビナ。

## 経歴
ウクライナのキエフ (現:キーウ)に生まれ、3歳のころにスケートを始めた。ウラジスラフ・ゾフニルスキーとペアを結成し、ロシア所属となり国際大会へ出場した。1995-1996年シーズン、初出場の世界ジュニア選手権でいきなり優勝を果たす。翌1996-1997年シーズンからは3年連続で世界ジュニア選手権3位となった。1997-1998年シーズンからは創設されたばかりのISUジュニアグランプリへ参戦。JGPファイナルでは優勝こそなかったものの2大会連続で表彰台に上り、4大会で優勝を果たした。
1998-1999年シーズンからはシニアの競技会へも参戦。ユニバーシアードでは中国の龐清&佟健組を抑えて優勝し、スケートアメリカでは3位となるなどシニア転向後も強さを発揮したが、同シーズン終了後にペアを解散。新たにヴィタリー・ドゥビナとペアを組みウクライナ所属となった。
1999-2000年シーズン、オンドレイネペラメモリアルでは優勝を果たしたものの、以後は特筆すべき成績を残せなかった。

## 主な戦績
- 1998-1999年シーズンまではウラジスラフ・ゾフニルスキーとのペア（ロシア所属）。
- 1999-2000年シーズン以降はヴィタリー・ドゥビナとのペア（ウクライナ所属）。

| 大会/年                       | 1995-96 | 1996-97 | 1997-98 | 1998-99 | 1999-00 | 2000-01 | 2001-02 |
| ----------------------------- | ------- | ------- | ------- | ------- | ------- | ------- | ------- |
| GPスケートアメリカ            |         |         |         | 3       |         |         |         |
| GPロシア杯                    |         |         |         |         |         |         | 6       |
| GPスパルカッセン杯            |         |         |         |         |         |         | 8       |
| ネペラメモリアル              |         | 1       |         |         | 1       |         |         |
| ユニバーシアード              |         |         |         | 1       |         |         |         |
| 世界Jr.選手権                 | 1       | 3       | 3       | 3       |         |         |         |
| JGPファイナル                 |         |         | 2       | 3       |         |         |         |
| JGPブラオエン・シュベルター杯 |         |         |         | 1       |         |         |         |
| JGPソフィア杯                 |         |         |         | 1       |         |         |         |
| JGPSNP                        |         |         | 1       |         |         |         |         |
| JGPハンガリー杯               |         |         | 1       |         |         |         |         |